# 高雄州特高事件
高雄州特高事件，亦稱高雄州特高冤獄事件，是臺灣日治時期晚期（1940年代）於臺灣高雄州發生的白色恐怖事件。高雄州特別高等警察課以打擊勾結英國、美國及中華民國等敵國及主張臺灣獨立的不良份子為由，對當時南臺灣約400至500名的社會精英大肆拘捕及刑求。此名詞是对先後發生的鳳山事件、東港事件、旗山事件、旗後事件的統稱，其中鳳山、東港、旗山三大事件被當時高雄州特別高等警察課稱为高雄州不逞陰謀事件。東港事件規模最大，故也有人用「東港事件」代表整起事件。而在同一時期的北臺灣也發生了瑞芳事件與蘇澳事件。
而在偵辦過程中受命承辦這起案件（鳳山、東港事件部分）的檢察官下秀雄對特別高等警察的辦案過程感到不合理，曾提出〈高雄州不逞陰謀事件復命書〉建議立即結束對該事件的搜查，並以嫌疑不足為由處以不起訴處分，早日釋放嫌犯，且不追究警方責任為宜:171－173；使得該事件的受害範圍主要集中在高雄州以內，但是搜查、起訴及審判日後仍持續進行。遭判入監服刑者到了日本投降後才被釋放，且此時受害者開始積極舉行追悼會、復仇大會，要向當初的加害者討回公道，許多特高警察與提供協助的臺灣人都遭到了攻擊；其中高雄州特別高等警察課課長仲井清一被人架到半屏山圍毆、凌遲，最後遭到槍殺。但後來這些民眾的報復行動被蔣中正政府依「以德報怨」原則加以制止，最後日本警察被審判前遣送回日本，而協助過日警的臺籍人士則隱姓埋名以躲開報復。

## 特別高等警察
臺灣在1896年時，於臺灣總督府民政局內務部警保課下設置「高等警察掛」，主掌集會結社與刊物出版等事。日本本土則大約到了1904年才設置高等警察，但普遍設置是1910年日本發生企圖刺殺明治天皇的幸德事件後，而除了普設高等課之外也將特別高等警察從高等警察獨立出來，主要用來打擊無政府主義者、共產主義者、社會主義者等思想犯。
特別高等警察在太平洋戰爭期間成為形塑日本及殖民地人民有一致對外意志的工具，嚴格壓制危險的思想與言論；為此制定了〈國防保安法〉（1941年3月）、〈言論出版集會結社等臨時取締法〉（1941年12月）、〈戰時刑事特別法〉（1942年2月），令特別高等警察有便宜行事與隨意制裁嫌犯的特權。
而根據負責偵辦旗山事件的特別高等警察寺奧德三郎的說法，在臺灣對思想犯進行偵訊時，一般會有兩名以上的偵查官負責，想辦法讓嫌犯招供認罪，但對思想犯來說光是拿出物證試圖說服他招供的效果不佳，結果刑訊才是唯一的良法:78。刑訊一般是由偵查官徹夜輪流進行，通常嫌犯到了第三天就會撐不住想睡覺，但偵查仍會持續下去，且由於這個方法並不會在嫌犯身上留下外傷，所以是相當有效的刑訊方法:78。
而如果還不行，則改用「水攻法」：將嫌犯用細麻繩綑綁使之仰臥，再把布巾等薄布蓋在臉上，然後把水潑到嫌犯臉上，使之呼吸困難:78。由於使用這個方法不小心的話會讓嫌犯昏過去，所以偵察官要適當調整水量，想辦法讓他招供；此刑訊法也是最常用的方法之一:78。
再進一步則會用上井字架刑具，讓嫌犯坐到約以兩寸橡樹角材作成的井字型木架上。為了不讓嫌犯上半身傾倒，會將手腳緊緊捆綁後再進行偵訊，通常嫌犯最多只能撐30分鐘就會雙腳麻木而相當難受；而如果遇到相當執拗的嫌犯，就會用長2尺5寸的細鞭抽打嫌犯全身:79。
還有一個方法是將繩索掛到偵訊室天花板上把嫌犯吊起來，然後剝光他的衣物、燒其陰毛；此外尚有浸水、通電（輕微電流）等方法，由於使用這些刑訊方法時一不小心就會讓嫌犯喪命，所以用到這些方法的偵察官都格外小心，不然出事的話不僅會失去重要證人破不了案，就算辭職也無法卸責，甚至還會成為日本刑法上的罪犯:79。也因此，除了愛國心特別強或膽量大的偵訊官，通常不會使用到這個方法:79。
另外，寺奧德三郎提到，日本人通常被刑求到某個程度就會招了；但臺灣人即使到了半死不活的情況也堅決否認，直到快要死了才招認，但稍微一鬆手就又改口否認，如此倔強的心理令日本人相當難以理解:79。而寺奧德三郎又表示，可能是這些臺灣思想犯認為只要一自白就會面臨死刑，而且臺灣人相當迷信會在神明面前發毒誓表明不會背叛同夥，可能是想「反正都會死，還不如不招認而死」以免違背誓言:80。

## 事件經過

### 發生前之背景
約自1920年代起，臺灣知識份子開始採用西方現代文明的成例來批判挑戰日本殖民統治，如自1921年開始的臺灣議會設置請願運動。而臺灣知識份子中也開始出現認為將來中國強大之後能收回臺灣的祖國派，以及認為「臺灣是臺灣人的臺灣」的本土派，但不管是哪一派都不為臺灣總督府接受。後來日警開始羅織罪名拘捕危險份子，1922年8月彰化的「王字事件」可為後來一連串社會冤案的開端。
霧社事件爆發後，1931年2月臺灣總督府迫使臺灣民眾黨解散，6月開始大量逮捕臺灣共產黨與農民組合成員，11月時又展開第二波大規模逮捕行動，令當時反抗日本殖民統治的勢力一一瓦解。1937年盧溝橋事件與淞滬會戰後，臺灣軍進入戰時體制；而當時的臺灣軍司令官古莊幹郎並不信任臺灣人，曾表示臺灣人陽奉陰違、常有非國民之言論，一旦聞之，即予剪除；令臺灣知識份子常遭到憲兵與特高警察的騷擾。
在此同時，臺灣總督府也廢止了報紙漢文欄，推行皇民化運動，以降低臺灣人與中國之間因民族情感產生的磁吸效應，此外還對在臺灣的華僑調查審問，刑求他們招供所謂的抗日救國組織，此案由柳澤思想檢察官與松本檢察官審查時一度認為全案並非事實，打算不予起訴，但後來指揮警方偵辦的警官小林松三郎以政治觀點為由向司法當局交涉，改由佐佐木檢察官審理而在之後加以起訴32人，全數被判有罪而入獄。
一審宣判後，有一人因傷致死，其餘31人繼續上訴，於1943年夏秋之交二審宣判照一審結果判刑，期間又有六人去世，被判處的徒刑從八年到15年不等，被分別關在臺南刑務所與臺南刑務所嘉義支所，僅有17人活到戰後於1945年9月被釋放。

### 鳳山事件
鳳山事件是1941年發生在高雄州鳳山郡林園庄（今高雄縣林園區）的事件，在1940年10月時素行不良的日警櫻井勇轉任林園庄港子埔派出所，勾結當地中坑門居民蘇某魚肉鄉民，遭到控訴後櫻井勇被轉調屏東警察署，蘇某則入獄服刑。後來在1941年6月時，有林園庄港仔埔人謝香喪父，在百日祭中招待親友數名，林園居民黃允南、黃犇等人在此酒席上與一黃某高言爭論櫻井兩人的劣跡，後來此事被與黃允南有過節的黃某通報給櫻井兩人知道，兩人遂決定報復要陷害他們。而被他們列為攻擊目標的包括黃允南、黃犇、黃宇宙、黃詹岸（黃占岸）、莊榮、吳海水及與他們有所往來的人，等密謀佈置妥當，櫻井勇便勾結上司熊谷屯巡查部長、廣川三郎庄長及一些與之共謀的臺灣人向高雄警察署特高課誣告上述人士組織團體，準備在中國軍隊攻臺時要以小船幫助敵軍在林園庄、小港庄上岸，襲擊日本警察官舍。之後特高課課長仲井清一積極偵辦，於1941年11月8日凌晨3點起派員逮捕林園庄居民黃宇宙等數十人。不久之後，櫻井勇與臺籍警吏又誣告林園庄汕尾居民在海岸邊裝置標誌燈企圖通敵，導致特高在1942年2月後發動三次大逮捕。
而在受害者之中，有一人名叫黃本（一說「黃木」），在嚴刑拷打之下供述說他們在東港也有連絡機關，負責人是張明色，而由於當時特高警察未有可以進行逮捕的證據，遂張羅證據，待時機成熟後，便開始將偵辦方向改向東港，導致東港事件的發生。
而受害者之一的鳳山醫師吳海水除了遭到誣告之外，他本身早已因宣傳反日言論、期望臺灣獨立而被特高警察盯上，特高警察逮捕他的動機除前述之外，尚有得知他與臺中律師鄭松筠、臺南名人劉清井、律師沈榮有意祕密結社，在日後若英美聯軍攻臺協助登陸，並在聯軍接管臺灣後與之協商讓臺灣獨立。而由此一情報展開的逮捕行動，在後來也連帶波及了第一位在高雄市開業的臺籍西醫莊媽江等人。

### 東港事件
東港事件是1942年發生於高雄州東港郡，以鳳山事件中黃本屈打成招的供述為起因，從該年8月逮捕張明色開始沿續了三年多的白色恐怖事件。從1942年8月到1943年7月，特高警察在東港郡沿海的東港、佳冬、林邊等庄逮捕了2百多人，到事件結束時光是高雄州部分就有四百多人以叛亂罪名義遭到約談拘捕。主要被約談的人物包括東港街的陳江山、陳月陣、郭生章、許明和、趙榮讓、洪雅、張恨，林邊庄溪州（今屏東縣南州鄉）的周慶豐、張朝輝，新園庄的何寅、陳言，茄苳庄的王永漳等人，而後由於沿海漁民最難管制且最有可能接觸島外消息與敵軍接觸，所以特高警察捏造說「美軍登陸時，漁船與運輸界會策內反應」，大肆拘捕東港一帶漁業與運輸界名人如伍主賀等人入獄。
此外在張明色被捕之後，張明色曾遭特高警察脅迫供述說反日的臺南名律師歐清石是整起「高雄州不逞陰謀事件」的主謀，而歐清石則在後來被日警發現在家中私自裝設業餘無線電天線，將此作為他勾結中國的證據，被逮捕後移送臺北刑務所。
而東港事件除了在南臺灣造成影響外，在臺灣各地也造成影響，如宜蘭律師陳逸松即被臺北州特高課要求自首，承認參與東港事件。根據《陳逸松回憶錄》，當時來找陳逸松的日警是臺北州特高課警部補佐佐木，而佐佐木要求陳逸松自首的理由是「我等了四、五年，沒有機會升警部，反正你早晚是要被捉了，不如給我升官的機會，我保證不對你動粗。」，而陳逸松則表示雖然他與歐清石是多年朋友，但是並沒有與他們圖謀不軌的事，如何自首；後來佐佐木來找了他好幾次，直到當局決定濁水溪以北截止捉人才罷休。此外據傳高雄特高課打算擴大偵辦在全臺捉拿包括「不協力」份子，但當時的臺灣總督長谷川清反對，總督府保安課長後藤吉五郎也認為再繼續逮捕下去，全臺灣的名人仕紳將無一倖免，之後總督府遂向高雄特高及檢察官施壓，將打擊範圍限制在濁水溪以南，並要求早日結案。
在第二次世界大戰結束（1945年8月）前，於審訊期間死亡的有鳳山企業家李元平與地方名人黃宇宙、黃德、莊榮等人，其中以李元平遭遇最慘，被警察以刑械攻擊並以老虎鉗硬拔去六齒，最後被警方放出的四條軍犬啃食撕裂而死。另外經過日警嚴刑拷問，審判入獄後在1945年9月釋放前便去世者有歐清石、許明和、張朝輝、王永漳、洪雅。

### 旗山事件
旗山事件是因為旗山街的溪州國民學校（原旗山第二國民學校，今旗山溪洲國小）於1941年5月:53四年級上社會課時日籍教師和田要學生以對「日中戰爭」的看法為題的作文而引發的白色恐怖事件，當時有些學生寫了日本會輸、中國軍隊受到美國協助會打到臺灣來等內容，和田因這些答案太敏感遂向該校的山本校長報告，校長感覺事態嚴重而向旗山郡警察課報告:54，最後警方決定派特高警察到溪州調查。當時溪州有一位受居民愛戴的醫師柯水發，常在外診時與病患家屬閒聊，偶爾會談及時局變化，遂被特高警察盯上，而後拼湊出「旗山事件」的情節。
警方指控柯水發與結義兄弟組織「旗山地區同志會」，用獵槍與刀棍在深山練武，提升戰鬥技能，圖謀武裝抗日，並等待中國軍隊登陸後可與之交涉使臺灣獨立，之後將柯水發、陳秋明、劉萬成、黃石松等人以違反〈治安維持法〉的名義拘捕入獄。1941年11月8日，臺灣各報以〈臺灣獨立陰謀大事件 在高雄州被一網打盡檢舉〉為題大肆報導，而後高雄地方法院於1944年4月判處柯水發無期徒刑 ，陳秋明15年徒刑，黃石松10年徒刑，劉萬成7年徒刑，其中黃石松因不堪日警酷刑死於獄中。

### 旗後事件
旗後事件是由於旗後地區（今高雄市旗津區）仕紳王天賞再三拒絕出任高雄州皇民奉公會生活部長，且過去便反對日臺差別待遇、不熱衷於皇民化運動而在1944年遭到特高警察逮捕入獄的事件，而與他一同遭到逮捕的還有潘致祥、潘吉祥、李水、陳福全等20多名旗後仕紳。王天賞被捕後遭到嚴刑逼供，被迫承認有顛覆日本統治的意圖，之後遂入監牢服刑，而同案被捕的李水不幸在日本投降前死於獄中。

### 質疑
1942年11月受命承辦這起案件（鳳山、東港事件部分）的檢察官下秀雄認為特別高等警察的辦案從逮捕起訴背景到偵辦過程自始至終都是不合理且矛盾有問題的，而且警方所謂的犯罪證據也只有嫌犯犯罪自白書而已，遂於1943年4月15日將調任他職前以〈高雄州不逞陰謀事件復命書〉向高等法院檢察官長中村八十一，表示事情的真相不明，建議立即結束對該事件的搜查，並以嫌疑不足為由處以不起訴處分，早日釋放嫌犯，且不追究警方責任為宜:171－173，由於這份復命書，使得該事件的受害範圍主要集中在高雄州以內，未繼續擴大，但是搜查與起訴日後仍持續進行。

### 終審
鳳山、東港事件在1945年2月、旗山事件於同年3月臺北的臺灣總督府高等法院駁回旗山事件受害人的上訴後終審，對此結果身為高雄州特別高等警察一員的寺奧德三郎認為是為他們所奏的凱歌:19。此後，高雄州特高事件中特高警察的逮捕行動與相關的審判便告一段落，直到日本在二次大戰中投降後才又有變化。

## 戰後發展
二次大戰日本投降後，許多受害者獲得釋放，之後開始積極舉行追悼會、復仇大會、宣傳事件真相等行動，受害者並決定向中華民國政府提出告訴，請求協助補償與慰藉，嚴懲「兇手」。身為東港事件受害者之一的蕭永東曾將東港事件寫成〈活地獄紀遊〉一文，並撰寫舞臺劇，在東港大舞臺戲院連續上演十幾天，本人也親自擔綱主角「蕭枉生醫師」。亦為東港事件受害人之一的郭國基曾前往瑞芳參加瑞芳事件的追悼會，並邀該事件受害者李建興與他帶隊一北一南分別從金瓜石和鵝鑾鼻出發，追捕特高警察與其鷹犬，最後在臺中會師血祭，但為李建興婉拒。後來郭國基在其妻子鈴木久代開設的齒科門口掛上「間諜事件、謀反事件、反日事件、冤獄復仇會」的招牌，並曾獨自去高等法院院長室向院長嗆聲。
而在民間，已有許多不滿的民眾對特高警察計劃性的圍毆或綁架後打成重傷，其中已改任潮州郡警察課長:9的前高雄州特別高等警察課課長仲井清一被人架到半屏山圍毆、凌遲，最後被槍殺（該事件於後詳述）。另外有一堀越藤助警部補於上班途中被架走:22，人押到東港後被公開宣布隔天要在東隆宮舉辦群眾審判後將他處刑，當時的高雄縣長謝東閔聞訊連同警察局長黃祖耀前往阻止，以應交付司法審判為由將人帶回。林曙光提到郭國基後來認為私刑已經行不通，遂請檢察官吳運周開拘票四處抓特高警察等相關人員。
承辦過高雄州特高事件的相關人員後來陸續遭到檢察局拘捕，曾負責偵辦旗山事件的寺奧德三郎在其《台灣特高警察物語》寫說他是在3月8日接獲高雄檢察局通知前去報到，後來被押送到高雄監獄，涉嫌罪名是瀆職罪:26。入獄後的第八天他與其他七名警部、堀越警部補、三位巡查部長以及其他相關人員共15人先被帶到臨時設在高雄商業學校（今高雄高商）內的檢察局進行訊問，有不少高雄州特高事件中被判刑的人以告訴人立場坐在檢察官身後，據寺奧的描述，他們的臉上盡是對他們恨之入骨的神情:30。而當訊問結束走出訊問室時，有不少東港事件的「犯人」擁上前毆打寺奧等人，寺奧表示當中有些人早有預謀，手上有鐵製拳鬥用具:32。而在3月10日《民報》以〈高雄冤獄案 共犯者入獄遲遲〉為題，指出高雄檢察處發出逮捕命令已有半個月左右，但「入網者」只有二人，隨著日人陸續遣返，被陷者擔心事態發生變故。
1946年4月1日時《光復新報》以〈所謂活地獄高等事件 日籍官吏瀆職既受起訴〉為題報導此事，該篇報導指出告訴人有東港郭國基、陳江山、蕭永東、張明色、陳秋金、李朝取，鳳山吳海水、蘇泰山、林金鐘、彭清良、韓起鳳、李文後等人，被告有塚本桂太郎、林田景俊、一度精一、三條知人、寺奧德三郎、桐原三次郎、澀江昇、堀越藤助、酒井馬松、赤星和佐、田俊盛等人，負責偵辦的檢察官是吳運周，在偵結之後以瀆職殃民罪提起公訴。但後來寺奧等人在4月4日時得知要從高雄移送到臺北高等法院審判，於隔日搭火車北上:41。在臺北待了數天之後寺奧等人被送往基隆港集結場於日本露營地司令部度過一晚後，在4月9日時登船被遣送回日本:46，4月16日到達名古屋港:49。而寺奧等人之所以能夠被依行政處分「放逐國外」而返回日本，據寺奧德三郎所述當初他以為是因為臺灣總督府將200萬圓活動費致贈給國民政府的關係，但日後從昔日同僚澁江昇那邊所得到小野真盛之信文顯示，是因為有某位娶日本女性為妻的長官下了特別命令的關係:151。
1946年4月15日郭國基當選臺灣省參議會議員後，曾向高等法院院長楊鵬質詢，對楊鵬「奉委座（蔣中正）昭告『以德報怨』！」之回答感到不滿，反駁說孔子根本不是這樣說，而是「以德報德，以直報怨」，認為曲解孔子的真意都是「曲學阿世、欺世盜名」。林曙光在〈高雄州下四大冤獄〉一文中寫說郭國基曾表示對於中華民國政府贏得八年抗戰卻不敢替人民申冤，如竟將岡村寧次毫髮未損地送回日本，未向麥帥的遠東法庭看齊，使受害者不得不用私刑來雪恨感到不滿。
而對於偵辦旗山事件以及遭到逮捕之事，寺奧德三郎表示他「只是依據日本的法規，以堂堂正正態度遂行職務而已」:25，並認為「過去正正當當依據日本統治下嚴正法規處理，一審、二審皆確定並且正式結案的事件，怎麼可以扯到我們在執行職務上的瀆職呢？」:33（以上出自《台灣特高警察物語》第一部分的「南方之風暴」，約寫於1946年左右）。而在《台灣特高警察物語》第二部分的「特高懺悔錄」（寫於1957年3月:128）中，寺奧德三郎有表示對於曾在旗山事件中向一名親日派的臺籍醫師下令對嫌犯柯水發注射鹽水針刑求，並對向那位與事件毫無關係的醫師下達蠻橫命令感到懊悔:108，他也承認偵辦過程中有處置過當及嚴重侵犯人權的事件，但認為他們特高警察檢舉鳳山、東港、旗山事件的作為在當時日軍敗色已濃的情況下對於安定臺灣民心與維持治安有所貢獻，要是能接受真正的神聖裁判明定是非，其「特高懺悔錄」或許會變成「特高功名譚」吧:117。而對於遭到殺害的仲井清一，他認為他是英勇殉職，同時認為日本政府可能不了解仲井清一殉職的事件，而沒有給遺族合適的待遇:136。

### 仲井清一命案
案發經過
據寺奧德三郎所著之《台灣特高警察物語》的說法，時為潮州郡警察課課長的前高雄州特別高等警察課課長仲井清一是在1946年1月4日中午左右:154，有一宣稱是中華民國憲兵且身著少校制服的人到他家要人，欲找他到憲兵隊問話，而在這人身旁還有5名臺灣人:14，仲井清一先是提出質疑要求看傳票，但憲兵卻不悅表示他們已將此事通報給仲井的上級知道，而且是由制服憲兵親自來傳還會有問題嗎，最後仲井清一在與妻子和部下西本警部告別後便隨他們離去:15，乘坐的是車牌為「高84」的車輛:16。後來1月6日時高雄警察署向高雄州刑事課報告在楠梓派出所南方約一公里處，高雄縱貫道路往鳳山街道的中間某條無名溪的橋邊發現屍體:21（日後寺奧自目擊仲井清一被帶走的西本虎雄得到情報是仲井清一是在1月4日中午左右被帶走的，而隔天他們便接到在「高雄市大巷埔（應是大港埔之誤）縣道下發現屍體」的通知:154），而前往勘驗的結果是已經死亡超過24小時:22。但據《民報》報導其屍體是在1946年1月4日早晨被發現於高雄州鳳山郡月眉（查鳳山郡各街庄並無「月眉」，應是岡山郡楠梓庄大字後勁小字「月眉」）。
其偵辦情形據寺奧表示非常地不積極，且偵辦人員態度敷衍，最後案件被處理成懸案而遭抹消，令日籍相關人員相當憤憤不平:22。而根據檔案資料，當時高雄州接收委員會主任謝東閔在1月7日呈文給臺灣省行政長官公署警務處長胡福相請求指示，之後臺灣省警備總司令部派出幹員王友煥加以調查。
犯人
關於這件案件的犯人，寺奧德三郎表示他日後得到情報，自福岡初雄的視察臺灣狀況報告中得知殺害仲井清一的兇手是名叫杜光明的澎湖人，且提到說杜光明後來被曾在潮州郡警察課服勤的臺籍刑事呂萬壯發現，且因為他是228事件襲擊高雄監獄的主謀，遂由呂萬壯夥同相關人員將杜光明與他的胞弟射殺，而這事是由呂萬壯「流著眼淚」告訴福岡氏說「他替仲井課長報仇了」後述說的:132。此外寺奧德三郎又有得到情報說殺害仲井清一的是一名出馬參選臺灣省議員並當選的東港醫生郭國生，他於競選時公開承認參與過這事，而郭氏已於60多歲時去世，其日籍妻子在高雄市經營一家電影院（《台灣特高警察物語》中譯本譯註「郭國生」乃「郭國基」之誤）:166、167）
而林曙光在〈高雄州下四大冤獄〉一文中寫說郭國基在競選第五屆省議員時，於旗後政見發表會上公開發表當初是他設計誘擒仲井清一的，其過程是把他先關在高雄草索仔聯倉庫後再趁夜將人押到半屏山頭竹子門折橋下，而由於郭國基他不敢見血，遂由一壯士用手槍槍殺仲井後才聯絡他去察看，在許雪姬等人對其的訪問記錄中，曾推測凃光明即是幫郭國基處決仲井清一的人，此外林曙光更表示仲井清一的命案，是郭國基利用害怕遭到他報復的右翼日人給他的「金一封」轉贈給某檢察官，讓他辦成無頭公案的，而對此案郭國基表示是他一生中最遺憾也最驕傲的事。在吳宗達〈過錯的界線：戰後初期臺灣與韓國的轉型正義比較分析（1945-1950）〉一文中認為寺奧德三郎書中提到的杜光明便是凃光明，可能是因為杜、凃二字發音相似且日文中無凃字而用了杜字；不過吳宗達文中亦提到凃光明實際上是在二二八事件中與范滄榕、曾豐明一同遭到高雄要塞司令部司令彭孟緝下令處決，與呂萬壯說法有所出入，而吳宗達文中又指出呂萬壯將未經審判即槍殺「暴徒」凃光明與為仲井清一報仇連結在一起的想法，顯然與瑞芳事件、二二八事件中常見的軍警藉綏靖、平亂公報私仇的立場一致。
而根據檔案管理局所保管的檔案顯示，當時警備總部調查後指出是「高雄劣紳」郭國基以5萬元說服前臺灣義勇隊分隊長凃光明下手，而凃光明之後夥同黃清水等4人共同誘殺仲井清一。另外張若彤指出這份檔案中顯示，當時的行政長官陳儀得到情報認為郭國基與其弟郭國清曾與仲井清一合作陷害鳳山、東港事件中的臺灣人，是為了避免此事曝光才籌畫此謀殺計畫。陳儀將此情報以極密件轉給警務處長要求續查，之後由股長王友煥執行，但王友煥僅能確定此案是由凃光明所犯而已。
此外當時高雄州接管委員會警務專員黃祖耀呈報，尚有7名日籍人士恐被殺害，胡福相乃指示將他們集中到高雄市警察局，對外宣稱是遭羈押展開調查，實際上是打算將之遣返回日本。而後高雄市警察局再調查發現民間打算復仇的對象包括地院與高等法院法官8人、檢察官6人、高雄州知事、警察45人、東港憲兵分隊2人。之後1946年4月8日，有14名警察（包括寺奧德三郎在內）與8名法官被遣送回日本。

## 評論
吳榮發在其〈高雄州特高事件概述 1941－1945〉一文中認為高雄州特高事件是日本人面對日益困頓的時局產生的焦慮恐慌向外投射的行為，日本人由於相當在意臺灣人與中國之間的祖國情結，遂加強監控兩岸互動，但後來過度高估臺灣人的危險性與低估日本控制臺灣社會的能力，且隨著戰況惡化擔心英、美、中的軍隊登陸臺灣，最後在日本人自信淪喪、焦躁不安且不信任臺灣人的情況下過度防衛，以莫須有的罪名大肆逮捕臺灣人並施以嚴刑來製造肅殺氣氛，清剿社會上的可疑份子。當時若接受皇民奉公會職務，成為日方宣傳樣板的仕紳，大多能平安無事，反之則被視為不協力份子，予以打擊。

## 延伸閱讀
專書、專文
- 寺奧德三郎[註 34]，《台灣特高警察物語》（1980年4月，桑の実出版[19]；有日本文化交流協會之中譯本，而該書附有下秀雄檢察官的〈高雄州不逞陰謀事件復命書〉）
- 林曙光，〈高雄州下四大冤獄〉：收錄於《打狗瑣譚》一書

文學作品
- 凃麗生. .
- 龔文滔，〈鳳山冤獄犧牲先烈之祭文〉.[8]
- 許成章，〈哭靜園詞兄〉、〈荊杞歌〉（七言古詩）：悼念東港事件受害者陳寄生[註 35]
- 楊爾材，〈追悼烈士歐清石君〉
- 王天賞，〈被拘〉、〈初聞空爆〉、〈酷刑〉六首
- 鄭坤五，〈活地獄〉：原連載於《光復新報》，共50回，現僅存35回，收入《鄭坤五研究》一書